# Soo-otsa
Soo-otsa – wieś w Estonii, w prowincji Lääne, w gminie Martna.